# Kup europskih prvaka u rukometu 1976./77.
Ovo je 17. izdanje Kupa europskih prvaka u rukometu. Sudjelovale su 24 momčadi. Nakon dva kruga izbacivanja igrale su se četvrtzavršnica, poluzavršnica i završnica. Hrvatskih klubova nije bilo ove sezone. Završnica se igrala u Sindelfingenu ().

## Turnir

### Poluzavršnica
- VfL Gummersbach -  CSKA Moskva 18:20, 16:15
- Steaua Bukurešt -  KFUM Fredericia 29:22, 19:19

### Završnica
- Steaua Bukurešt -  CSKA Moskva 21:20

- europski prvak:  Steaua Bukurešt (prvi naslov)